# Paradrymonia hypocyrta
Paradrymonia hypocyrta är en tvåhjärtbladig växtart som beskrevs av Wiehler. Paradrymonia hypocyrta ingår i släktet Paradrymonia och familjen Gesneriaceae. Inga underarter finns listade i Catalogue of Life.